# Metamizol-nátrium
A metamizol (INN: Metamizole sodium) (dipiron, noraminofenazon, novamidazofen) amidazofen- és pirazolonszármazék, erős fájdalom- és lázcsillapító, mérsékelt gyulladáscsökkentő hatású vegyület. Leggyakrabban szájon át vagy injekció formájában adagolják. 1922-ben jegyezték be a szabadalmát Németországban, Novalgin néven. Manapság számos néven forgalmazzák, de időközben kiderült káros mellékhatásai miatt egyes országokban tiltólistán van, vagy vényköteles. Magyarországon 2007 és 2020 között vényköteles gyógyszernek számított.
A VIII. Magyar Gyógyszerkönyvben Metamizolum natricum    néven hivatalos.  

## Hatása
Műtétekkel kapcsolatos fájdalomcsillapításban, akut sérülések esetén, egyéb fájdalmak (pl. fejfájás) és lázcsillapítás terén használatos. Terhesség esetén használata ellenjavallott, valamint idős korban, illetve ismert májbetegség vagy vesebetegség esetén.

## Farmakokinetikai tulajdonságok
A metamizol mind orálisan, mind parenterálisan alkalmazható.
Szájon át adva a metamizol a bélfalban nem-enzimatikus módon hidrolizálódik aktív metabolittá, 4-metilaminoantipirinné (4-MAA), amely a májban tovább metabolizálódik, második aktív metabolittá, 4-aminoantipirinné (4-AA).
A szájon át adott metamizol biohasznosulását az étkezések szignifikáns módon nem befolyásolják.
Szájon át alkalmazva a szérum-csúcskoncentrációt 1-2 óra alatt éri el (tmax).
A 4-MAA szérum csúcskoncentrációját (Cmax) szájon át adott 750, 1500 illetve 3000 mg metamizol alkalmazása során 11, 21, illetve 41 µg/ml-nek találták.
A plazmafehérjékhez kevéssé kötődik, a 4-MAA teljes proteinkötődése 58%, a 4-AA esetében ez 48%.
Az aktív metabolitok kiválasztódnak az anyatejbe, a szájon át alkalmazás után 48 órával azonban már nem találhatóak meg az anyatejben.
Főleg a vesén keresztül választódik ki inaktív metabolitjai (4-formilaminoantipirin (4-FAA) és 4-acetilaminoantipirin (4-AcAA)) formájában.
A 4-MAA felezési ideje (t1/2) 2-3 óra; a 4-AA felezési ideje 4-5 óra.

## Javallatok
- fájdalom (görcsös, műtét utáni, daganatos, rheumás)
- láz

## Ellenjavallatok
- allergia pirazolon származékokra
- granulocytopenia (<1500/mm3) vagy agranulocytosis az anamnézisben
- szoptatás
- 3 hónapos kor, vagy 5 kg alatti csecsemő (Magyarországon az ilyen kicsiknek a Suppositorium noraminazophenii nevű kúp, vagy 3 hónapos kortól és 5 kg felett a 2016-tól forgalomba hozott metamizol csepp adható. Az ibuprofen és a paracetamol 3 hónapos kortól adható).
- hepaticus porphyria
- glükóz-6-foszfátdehidrogenáz (G6PD) hiány
- kutyáknak csak vészhelyzet, súlyos láz esetén alkalmilag adható, az adagolás 30 kilogrammos testsúlyra számítva fél tabletta 500 mg-os Algopyrin, macskáknak egyáltalán nem adható. Megjegyezendő, hogy szalicil (Aszpirin, Kalmopyrin, stb.) és paracetamol alapú (Rubophen, Panadol, stb.) gyógyszer egyáltalán nem adható sem kutyák, sem macskák számára.

Relatív ellenjavallatok:
- terhesség
- gépjárművezetés
- balesetveszélyes munka

## Kockázatok és mellékhatások
A metamizol-nátrium bizonyítottan immunrendszer-károsító hatású, ezért embergyógyászati felhasználását az 1980-as évek során az USA-ban, Svédországban és más fejlett államokban betiltották, illetve Németországban vénykötelessé tették. Az 1990-es évek második felében végzett széles körű vizsgálatok azonban kimutatták, hogy ez a veszély a korábban feltételezettnél lényegesen csekélyebb mértékű. Az agranulocitózis tünetei minden egymillió, havonként egyszer 500 mg metamizol-nátriumot fogyasztó személy közül átlagosan 0,2–2,0 személynél jelentkeznek és a megbetegedések mintegy 7%-ában megfelelő orvosi ellátás mellett is halálos szövődménnyel járnak.
Ez a kockázati tényező más, széles körben alkalmazott gyógyszerekhez képest csekélynek mondható. Tekintettel az alternatívaként rendelkezésre álló aszpirin és más, a szélesebb aszpirin-családba tartozó gyógyszerkészítmények ismert gyomor- és bélrendszert károsító hatására, illetve a belső vérzések jelentette kockázatra, a metamizol alapú készítmények alkalmazásának továbbra is megvan a létjogosultsága ott, ahol ezen gyógyszercsalád felhasználását törvényesen engedélyezik.
A metamizol újraengedélyezésével kapcsolatban a 2000-ben megkezdett amerikai minősítő vizsgálatok azonban 2001-ben megszakadtak, miután egy spanyol kisebbséghez tartozó gyermek illegálisan importált Neo-melubrina tabletta okozta leukopéniás megbetegedése sajtószenzációt váltott ki. Az észak-amerikai kontinensen a metamizol készítmények továbbra is kizárólag állat-gyógyászati célból alkalmazhatók törvényesen. Magyarországon ma is igen gyakran alkalmazott gyógyszer, 2007-től 2020-ig vényköteles volt.
Mellékhatások:
- hányinger, hányás
- étvágytalanság
- urticaria
- hasmenés
- hypotensio
- anafilaxiás sokk
- agranulocytosis: ritka, de súlyos mellékhatás, néha akár halálos is lehet. Előfordulása kevesebb, mint 0,01%. Általában nagy dózisban, tartósan alkalmazás mellett fordul elő, de néha érzékeny személyeknél kis dózisban is.
- leukocytopenia
- thrombocytopenia
- vérszegénység
- oligo-anuria: vesebetegeknél fordul elő
- vizelet vörös elszíneződése: savas pH mellett egy metabolitja okozza, ez ártalmatlan mellékhatás
- görcsök: nagy dózis mellett

## Adagolás
Szokásos napi dózis: 500–4000 mg; 3-4x/nap
Súlyos mellékhatások esetén (pl. anafilaxiás sokk, agranulocytosis) a kezelést azonnal fel kell függeszteni. Súlyos vesebetegeknél az adagot csökkenteni kell.

## Túladagolás
8–10 g már akár halálos is lehet.
- Antidotum: nincs
- Kezelés:
  - tünetei kezelés
  - gyomormosás
  - aktív szén

## Készítmények
- Algopyrin (Chinoin) (sanofi-aventis)
- Algozone  (Ozone Laboratories)
- Analgetica koffeinnel (Naturland)
- Novalgin (Chinoin) (sanofi-aventis)
- Novamid  (Trion)
- Metapyrin  (Goodwill Pharma)
- Panalgorin  (PannonPharma)
- Quarelin (Chinoin) koffeinnel és drotaverinnel kombinálva
- Ridol (Richter) más szerekkel kombinálva
- Demalgonil inj. 60 mg allobarbital, 400 mg aminophenazonum
- Flamborin oldatos csepp (Richter)
- Nodoryl Dolo 250mg tabletta (MEDITOP)
- Nodoryl 500mg tabletta (MEDITOP)